# Oscar Nuñez
Oscar Nuñez (Colón, Matanzas, 1958. november 18. –) kubai származású amerikai színész, komikus.
Leginkább Oscar Martinez szerepéről ismert az Office című vígjátéksorozatban.

## Filmográfia

### Film
| Év   | Magyar cím                | Eredeti cím                | Szerep                  | Magyar hang         |
| ---- | ------------------------- | -------------------------- | ----------------------- | ------------------- |
| 2003 | Az olasz meló             | The Italian Job            | biztonsági őr           |                     |
| 2005 |                           | When Do We Eat?            | designer                |                     |
| 2007 | Zsaruk bevetésen – A film | Reno 911!: Miami           | Jose Jose Jose          |                     |
| 2009 | Nász-ajánlat              | The Proposal               | Ramone                  | Lippai László       |
| 2011 | Nők akcióban              | Without Men                | Rafael atya             | Crespo Rodrigo      |
| 2011 |                           | Language of a Broken Heart | Adam Lebowitz           |                     |
| 2014 |                           | Tell                       | Jack atya               |                     |
| 2015 | A harminchármak           | The 33                     | Yonni Barrios           | Sarádi Zsolt        |
| 2016 |                           | Miss Stevens               | Albert Alvarez igazgató |                     |
| 2016 |                           | Mascots                    | Cesar Hidalgo           |                     |
| 2017 | Baywatch                  | Baywatch                   | Rodriguez               | Vári Attila         |
| 2022 | Az elveszett város        | The Lost City              | Oscar                   | Schnell Ádám        |
| 2022 | Raymond és Ray            | Raymond & Ray              | ügyvéd                  |                     |
| 2022 | Bűbáj 2. – Kiábrándulva   | Disenchanted               | Edgar                   | Petridisz Hrisztosz |
| 2022 |                           | A Christmas Mystery        | Glenn Martin            |                     |
| 2023 | Egy igazi karácsony       | Dashing Through the Snow   | Conrad Harf             | Elek Ferenc         |

### Televízió
| Év        | Magyar cím                          | Eredeti cím                               | Szerep                                             | Megjegyzések                                     |
| --------- | ----------------------------------- | ----------------------------------------- | -------------------------------------------------- | ------------------------------------------------ |
| 2000      | Félig üres                          | Curb Your Enthusiasm                      | parkolóőr                                          | - 1 epizód - magyar hangja: - Pusztaszeri Kornél |
| 2001      | A Sorscsapás család                 | Grounded for Life                         | biztonsági őr                                      | 1 epizód                                         |
| 2002–2003 | Már megint Malcolm                  | Malcolm in the Middle                     | Ranch Hand                                         | 2 epizód                                         |
| 2003      | Szívem csücskei                     | Still Standing                            | Tim                                                | 1 epizód                                         |
| 2003      | 24                                  | 24                                        | pilóta                                             | 1 epizód                                         |
| 2003–2006 | Reno 911! – Zsaruk bevetésen        | Reno 911!                                 | Dwayne Hernandez százados / "Spanish Mike" Alvarez | 3 epizód                                         |
| 2005–2013 | Office                              | The Office                                | Oscar Martinez                                     | főszereplő (189 epizód)                          |
| 2007      |                                     | Halfway Home                              | Eulogio Pla                                        | 10 epizód                                        |
| 2010      |                                     | Fred: The Movie                           | Lorenzo                                            | tévéfilm                                         |
| 2011–2012 | Bob burgerfalodája                  | Bob's Burgers                             | Cha-Cha / Pepe (hangja)                            | 2 epizód                                         |
| 2013      | Casey Anthony pere                  | Prosecuting Casey Anthony                 | Jose Baez                                          | - tévéfilm - magyar hangja: - Háda János         |
| 2013      |                                     | Family Tree                               | ügynök                                             | 1 epizód                                         |
| 2013      | Felhőtlen Philadelphia              | It's Always Sunny in Philadelphia         | menedzser                                          | 1 epizód                                         |
| 2014      | Új csaj                             | New Girl                                  | Doug                                               | 1 epizód                                         |
| 2014      |                                     | Bad Teacher                               | Louis                                              | 1 epizód                                         |
| 2014      |                                     | Benched                                   | Carlos                                             | 12 epizód                                        |
| 2015      |                                     | Comedy Bang! Bang!                        | José González FBI-ügynök                           | 1 epizód                                         |
| 2015      |                                     | Adam Ruins Everything                     | Benny                                              | 1 epizód                                         |
| 2015      | Romantika az éterben                | Romantically Speaking                     | Carl                                               | - tévéfilm - magyar hangja: - Háda János         |
| 2015–2019 | Családom, darabokban                | Life in Pieces                            | Dr. James Changa                                   | 2 epizód                                         |
| 2016      | Brooklyn 99 – Nemszázas körzet      | Brooklyn Nine-Nine                        | Dr. Porp                                           | 1 epizód                                         |
| 2016      | iZombie                             | iZombie                                   | Stan Mendoza                                       | 1 epizód                                         |
| 2016      |                                     | Mutt & Stuff                              | Claude Puppe                                       | 1 epizód                                         |
| 2016      | Shameless – Szégyentelenek          | Shameless                                 | Rick Encarnacion                                   | 2 epizód                                         |
| 2016      |                                     | Bad Internet                              | Jim                                                | 1 epizód                                         |
| 2016      |                                     | Boondoggle                                | Eduardo                                            | 1 epizód                                         |
| 2016      |                                     | Uncle Buck                                | Hector                                             | 1 epizód                                         |
| 2016      | Liv és Maddie                       | Liv and Maddie                            | Mr. Beelick                                        | 1 epizód                                         |
| 2016–2017 |                                     | People of Earth                           | Doug atya                                          | 15 epizód                                        |
| 2018      | Anyaság túlsúlyban                  | American Housewife                        | Rupert rendőr                                      | 1 epizód                                         |
| 2018      | 911 L.A.                            | 9-1-1                                     | Guillermo                                          | 1 epizód                                         |
| 2018      | Amerika legrosszabb szakácsai       | Worst Cooks in America: Celebrity Edition | önmaga                                             | 13. évad (5 epizód)                              |
| 2018–2019 | Hárman a Földön: Arcadia meséi      | 3Below: Tales of Arcadia                  | Costas őrmester (hangja)                           | 9 epizód                                         |
| 2019      | Veszélyes tanerők                   | Those Who Can't                           | Johnson                                            | 1 epizód                                         |
| 2019      | NCIS: Los Angeles                   | NCIS: Los Angeles                         | Lionel Fernandez                                   | 1 epizód                                         |
| 2019      | Hová tűnt Vili?                     | Where's Waldo?                            | Featherbeard varázsló (hangja)                     | 1 epizód                                         |
| 2019–2020 |                                     | Mr. Iglesias                              | Carlos Hernandez igazgatóhelyettes                 | 18 epizód                                        |
| 2020      |                                     | Home Movie: The Princess Bride            | Inigo Montoya                                      | 1 epizód                                         |
| 2020      | Social Distance: Távol, mégis közel | Social Distance                           | Miguel Villareal                                   | 1 epizód                                         |
| 2020      | A Goldberg család                   | The Goldbergs                             | Ted                                                | 1 epizód                                         |
| 2021      |                                     | Zoey's Extraordinary Playlist             | Dr. Tesoro                                         | 3 epizód                                         |
| 2022      | Hómofisz – Meló a nappaliból        | Out of Office                             | X Fernandez                                        | tévéfilm                                         |
| 2022–2023 | A mentőosztag                       | Firebuds                                  | Fernando (hangja)                                  | 7 epizód                                         |
| 2023      |                                     | Lucky Hank                                | Jacob Rose dékán                                   | 6 epizód                                         |

## Díjak és jelölések
- Jelölés — ALMA Award, legjobb férfi mellékszereplő (Nász-ajánlat, 2009)